# كاتي فيلهلم
كاتي فيلهلم (Kati Wilhelm) هي لاعبة أولمبية لرياضة بياثلون من ألمانيا. شاركت في الأولمبياد الشتوي في 2002–2006، وفازت بما مجموعه 6 ميداليات.

## الميداليات
| ذهب | فضة | برونز | المجموع |
| 3   | 3   | 0     | 6       |

## روابط خارجية
- كاتي فيلهلم على موقع IMDb (الإنجليزية)
- كاتي فيلهلم على موقع قاعدة بيانات الفيلم (الإنجليزية)
- كاتي فيلهلم على موقع IBU (الإنجليزية)
- كاتي فيلهلم على موقع الاتحاد الدولي للتزلج (التزلج الريفي) (الإنجليزية)
- كاتي فيلهلم على موقع اللجنة الأولمبية الدولية (الإنجليزية)
- كاتي فيلهلم على موقع أوليمبيديا (الإنجليزية)